# 깨소금과 옥떨메
《깨소금과 옥떨메》는 한국에서 제작된 김응천 감독의 1982년 영화이다. 강수연 등이 주연으로 출연하였고 김화식 등이 제작에 참여하였다.

## 출연

### 주연
- 강수연
- 백장미
- 박재호
- 전호진

## 기타
- 원작자: 박범신
- 조명: 김강일
- 녹음: 김성찬